# James H. Caldwell
James H. (Henry) Caldwell, född 1793, död 1863, var en amerikansk skådespelare och teaterledare. 
James Henry Caldwell var son till Edward Henry Caldwell. Han emigrerade från Storbritannien till USA, där han engagerades av Alexandre Placide vid Charleston Theatre 1814. Han beskrivs som anmärkningsvärt stilig, engagerades för att spela manliga hjälteroller och var från början en stor publikfavorit. Charleston Theatre riot eller teaterupploppen i Charleston bröt ut 1817, då publiken ville stödja honom i hans strejk och krav mot teaterdirektören. Han var verksam som skådespelare till 1843.  
Utöver hans verksamhet som skådespelare, spelade han en viktig roll som teaterledare.  Han är mest känd för sin verksamhet i New Orleans, där han spelade en pionjärroll för stadens engelskspråkiga teater.  Före hans ankomst 1820 fanns det franskspråkig teater i staden, men engelsk teater hade endast framförts av kringresande sällskap.  Han hyrde St. Philip Street Theatre 1820-22, en teaterlokal som tidigare varit en fransk teater men där han bildade ett engelskt teatersällskap och drev som stadens första engelska teater.  Han grundade och drev American Theatre eller Camp Street Theatre (där han installerade stadens första gasbelysning) 1822-33, som under den tiden kallades den finaste teatern i Södern. Han turnerade också med sitt teatersällskap 'American Company' och öppnade teatrar i Natchez (1828), Nashville, Tennesse (1825), Huntsville, Alabama (1826) och Cincinnati (1832), och uppförde de första teaterföreställningarna i St. Louis (1829). Hans främsta rivaler var Noah Ludlow och Sol Smith, som också turnerade runtomkring Mississippi och angränsande stater med sitt teatersällskap. 
Han grundade 1835 den berömda St. Charles Theatre, som han drev 1835-42. År 1841 grundade han också Royal Street Theatre i Mobile.  St. Charles Theatre var ritad av A. Mondelli, hade 4100 platser och en gasdriven ljuskrona och ansågs då den invigdes vara den finaste teaterbyggnaden i USA.  Teatern brann ned 1842, och en andra St. Charles Theatre (1843-1899) grundades då av Caldwells konkurrenter Noah Ludlow och Sol Smith, som tidigare hade besökt staden med ett kringresande sällskap. En tredje St. Charles Theatre drevs till 1967. 
Caldwell engagerade sig även i övrigt i utvecklingen av New Orleans. Han grundade 1832 New Orleans Gas Light Company, vilket tillsammans med Baltimore, New York och Boston gjorde New Orleans till den första staden i USA med gasbelysning.  
Han hade ett långvarigt kärleksförhållande med Jane Placide till hennes död 1835, och gifte sig år 1836 med hennes brorsdotter Margaret Placide. 